# Grottes de Kizil
Pour les articles homonymes, voir Grottes des mille Bouddhas.
Les grottes de Kizil, ou grottes des mille bouddhas de Kizil, sont, semble-t-il, les grottes bouddhiques les plus anciennes connues en Chine, les premières d'entre elles pourraient dater du IIIe siècle, un siècle environ avant celles de Mogao. Elles sont situées dans le bassin du Tarim, à environ 7 km au sud-ouest du village de Kizil, à 75 km au nord-ouest de Kucha, dans l'actuel xian de Baicheng, Région autonome ouïghoure du Xinjiang en République populaire de Chine, sur la branche de la route de la soie qui contourne le désert du Taklamakan par le nord. Les fresques qu'elles renferment sont considérées parmi les plus belles peintures murales d'Asie centrale.

## Histoire
Les grottes de Kizil, ou grottes des mille bouddhas de Kizil, sont semble-t-il les grottes bouddhiques les plus anciennes connues en Chine, les premières d'entre elles pourraient dater du IIIe siècle, un siècle environ avant celles de Mogao. Couvrant une superficie de 10 000 m2, elles sont réputées pour leurs fresques et sculptures en couleur décrivant des scènes de vie de cette région qui a vu se développer le Bouddhisme après le IIIe siècle. Le moine grand voyageur et traducteur Xuanzang y fait une halte appréciée qu'il raconte ensuite dans son récit de voyage Rapport du voyage en Occident à l'époque des Grands Tang.
Elles sont situées dans le bassin du Tarim, à environ 7 km au sud-ouest du village de Kizil, à 75 km au nord-ouest de Kucha, dans le district de Baicheng, Région autonome ouïghoure du Xinjiang, sur la branche de la route de la soie qui contourne le désert du Taklamakan par le nord. Les fresques qu'elles renferment sont considérées comme les plus belles peintures murales d'Asie centrale.
L'islamisation sous l'action des Turcs qarakhanides au Xe siècle a entraîné l'abandon définitif des grottes avec la destruction de toutes les statues[réf. nécessaire], l'Islam interdisant les représentations figurées dans les lieux de culte, les statues figuratives étant assimilées alors à de l'idolâtrie,.
En tant qu'un de 36 pays des contrées occidentales de la dynastie des Han, le royaume indépendant de Kucha paya un tribut annuel à la dynastie des Han. Koucha fut un centre de commerce et de culture indo-européenne, l'empire kouchan (en chinois, Qiuci). Celui-ci possédait sa propre langue le koutchéen appartenant à la famille des langues indo-européennes, et ses propres styles de musique et de peinture. Le style des fresques a évolué avec le temps, celui des plus anciennes étant indo-européen alors que les peintures murales les plus récentes ont adopté les règles stylistiques chinoises. Les peintres du deuxième style de Kizil  ont employé à profusion le bleu de lapis-lazuli qui devait provenir des mines du Badakshan avec un vert profond de malachite. Ces deux couleurs produisent encore une très vive sensation de fraîcheur dans l'ombre des sanctuaires.

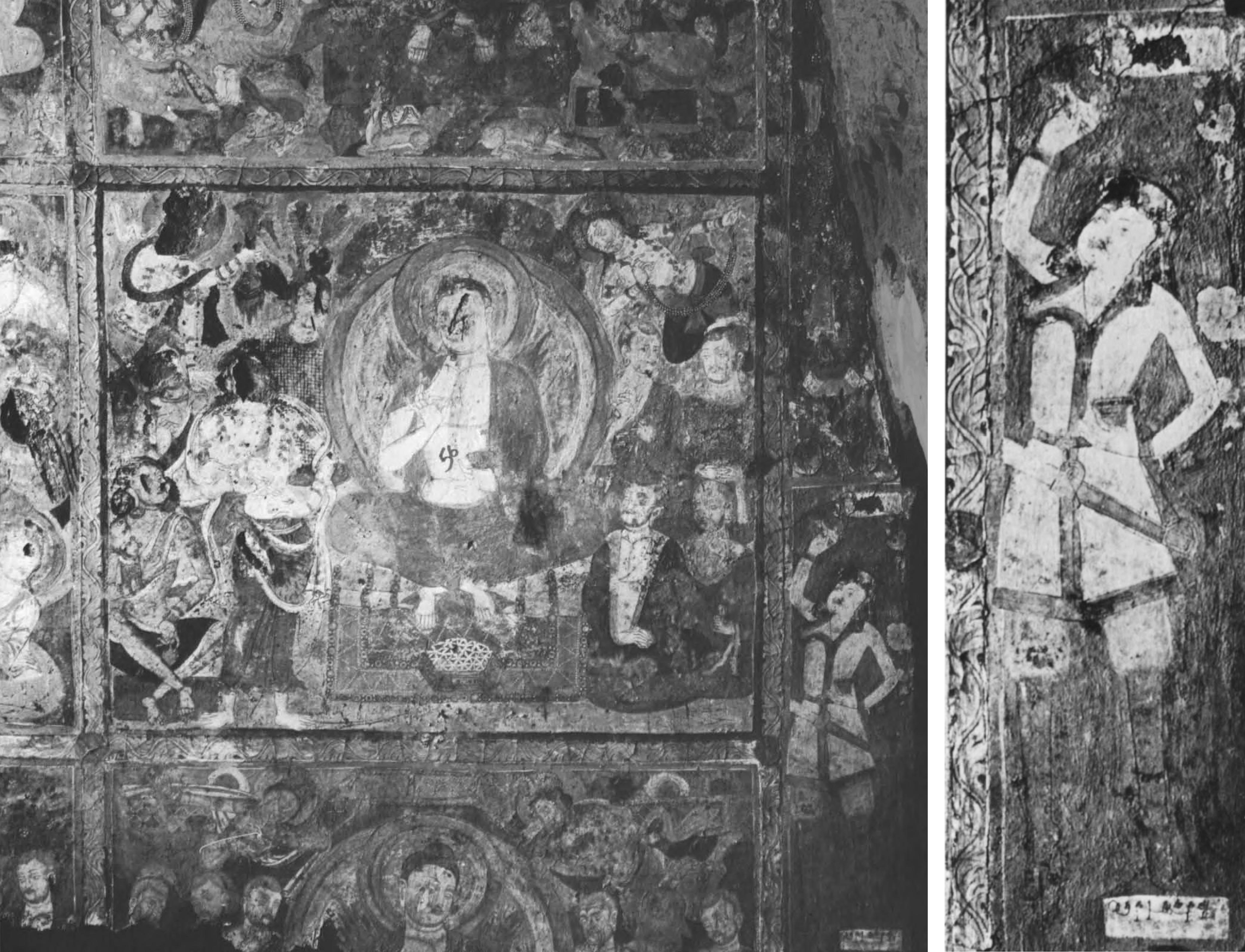
Peintures bouddhiques hephthalites.

Certaines représentations bouddhiques ont été effectuées par des peuples huns, probablement hephthalites.
Diverses expéditions archéologiques, russes, japonaises et allemandes, visitèrent ces grottes dès le début du XXe siècle et ont volé les œuvres d'art anciennes, des objets et des documents, ainsi que des fresques découpées sur les parois des grottes. Les plus importantes furent les quatre expéditions allemandes menées entre 1903 et 1913 par Albert Grünwedel et Albert von Le Coq qui rapportèrent ainsi en Allemagne 470 m2 de peintures murales conservées au Musée d'art asiatique de Berlin.

## Description

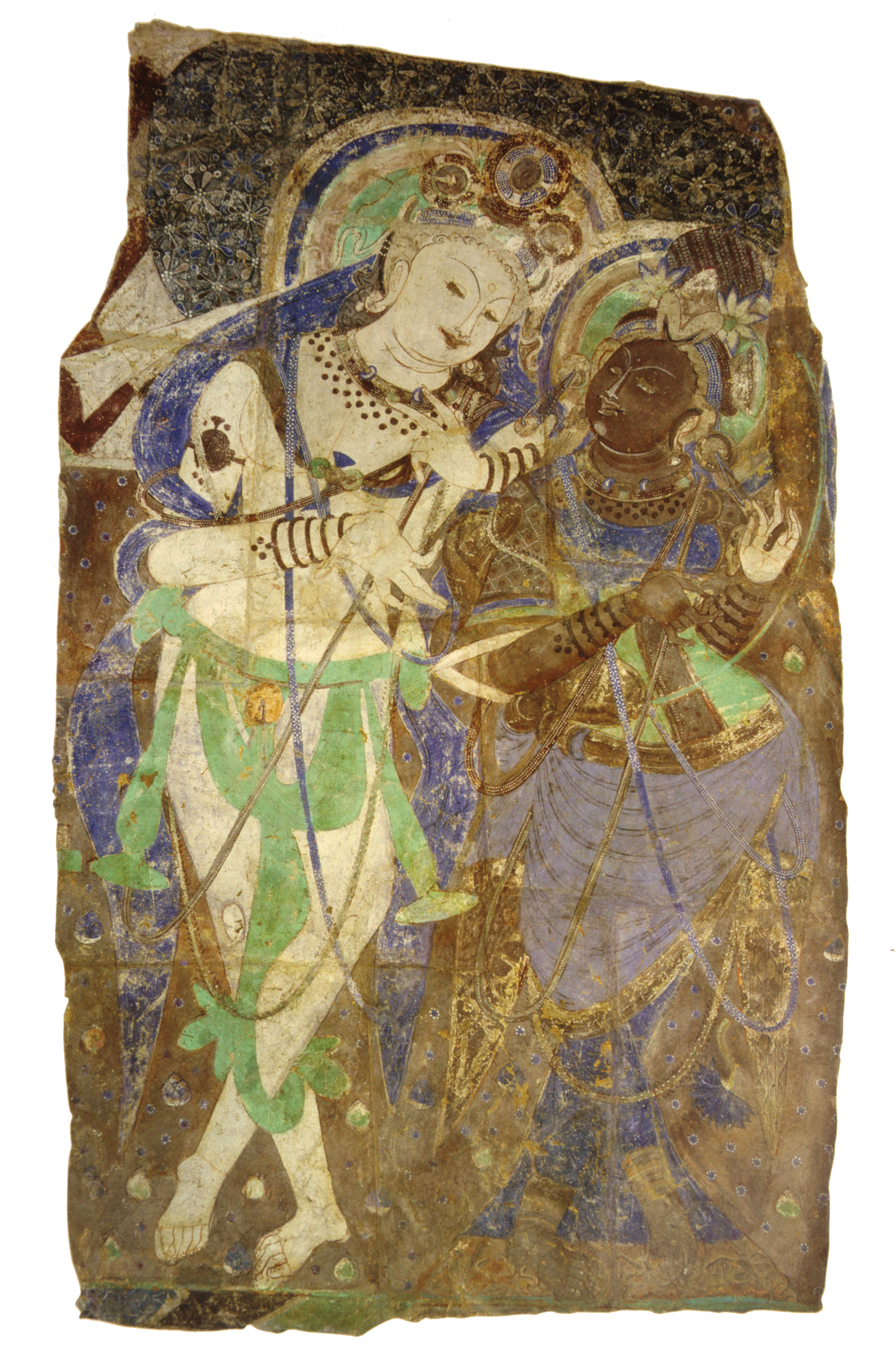
Déesse et musicien céleste, Kizil

Les grottes de Kizil forment un ensemble qui s'étend sur une longueur de plus de trois kilomètres et sont étagées sur plusieurs niveaux. Certaines d'entre elles étaient utilisées pour le culte religieux et d'autres pour le logement. On pouvait y accéder grâce à des plates-formes de bois reliées par des échelles. Sur les 236 grottes répertoriées, environ 80 seulement contiennent des fresques. Quelques-unes seulement sont ouvertes au public.
Le style des fresques des grottes les plus anciennes suggère l'influence de la culture du Gandhâra, royaume ancien qui s'était développé entre le Ier siècle av. J.-C. et le VIIe siècle en Afghanistan et au nord-ouest du Pakistan actuels.
Les thèmes bouddhistes représentés sur les fresques sont notamment ceux développés dans des Jâtakas - en particulier des fables bouddhiques comme celle du Roi des Ours offrant de la nourriture en aumône, ou du Roi des Éléphants se sacrifiant pour aider des pauvres - ou dans des Avadanas (suivant en cela l'exemple des grottes d'Ajantâ en Inde), et de nombreuses scènes de la vie du Sakyamuni, le Bouddha historique, et de divers personnages saints.
Des sujets profanes sont également représentés, couvrant de nombreux domaines de la culture et de la vie quotidienne de la région, comme des musiciens, des mécènes, des scènes de chasse, de pêche ou de travaux agricoles, des paysages, des animaux. On a pu ainsi considérer les fresques de Kizil comme une encyclopédie picturale de la culture du royaume de Kucha.

### Sources
- Photogr. : Reza ; Texte : Jacques Giès, Laure Feugère, André Coutin,  Le pinceau de Bouddha , Paris, La Martinière, 2002, 167 p. (ISBN 2-7324-2741-1) Peintures (Ve siècle -VIIe siècles) du royaume de Kucha. Grottes de Kizil, au cœur de la Sérinde sur la route de la soie. Étude de la technique picturale.
- Louis Hambis, Monique Maillard, Krishna Riboud, Simone Gaulier, Robert Jera-Bezard et Laure Feugère, L'Asie Centrale, histoire et civilisation, Paris, Imprimerie Nationale, 1977, 271 p. En particulier page 207 'carte région de Kucha, et pages 212-215 : description des monastères rupestres de Kizil.
- Route de la soie - de Xi'an à Kashgar sur les traces des caravanes, Judy Bonavia, trad. Matthieu Salem, Guides Olizane, Genève 2002  (ISBN 2-88086-281-7) p. 226-231
- (en) « Kizil Thousand-Buddha Caves », China Radio International (consulté le 12 août 2007)
- (en) « Kizil Caves », China Heritage Project, The Australian National University : showcaves.com (consulté le 12 août 2007)
- (en) « The spread of Indian art and culture to Central Asia and China », Dr. Priyatosh Banerjee (consulté le 12 août 2007)
- (en) « Focus on Cultural Heritage Protection in Xinjiang », China Heritage Newsletter,  No. 3, September 2005 (consulté le 12 août 2007)